# Динамо (хокейний клуб, Харків)
МХК «Динамо» — хокейний клуб з м. Харкова, Україна. Заснований у липні 1979 року, у 1992 р. припинив існування, відроджений у 2012 р., у 2014 р. знову припинив існування, у 2017 р. відроджений як МХК «Динамо». Виступає в чемпіонаті Української хокейної ліги.
Домашні ігри проводить на Льодовій арені «Салтівський лід» (м. Харків). Кольори клубу: білий, червоний і синій.

## Історія
Заснований у липні 1979 року на базі молодіжного складу московського «Динамо». Учасник двох чемпіонатів СРСР у вищій лізі (1989, 1990). У тих сезонах виступали:
- воротарі — Геннадій Ушаков, Костянтин Капкайкін, Олександр Васильєв, Сергій Киряхін;
- захисники — Анатолій Хоменко, Віктор Глушенков, Андрій Мажугін, Сергій Алексєєв, Олександр Печенєв, Володимир Любкін, Валерій Кузнецов, Олег Шаргородський, Борис Михальченко, Андрій Бущан, Сергій Акулов, Валерій Салієв;
- нападники — Ігор Фуніков, Альфред Юнусов, Сергій Повечеровський, Михайло Анферов, Ігор Коржилов, Андрій Сидоров, Владислав Єршов, Віталий Карамнов, Костянтин Буценко, Геннадій Кожокін, Олексій Трасеух, Анатолій Варивончик, Віталій Литвиненко, Валерій Чорний, Володимир Єловиков, Вадим Сливченко, Євген Сиченко, Геннадій Самойленко.

За своєю престижністю хокей у 70-80-ті роки стояв навіть вище за футбол. І в 1979 році в Харкові на базі ОСТ «Динамо» вирішили створити команду. На початку, при створенні в місті команди «Динамо», Харкову відводили роль фарм-клубу (резервної команди) для московської команди «біло-блакитних», що було в ту пору особливо актуальною. Протоколом обмовлялося, що харківське «Динамо» — перш за все дублюючий склад знаної московської команди з безперешкодним взаємним обміном гравцями і, як практика показала, москвичі вміло користувалися допоміжним полігоном, що розташувався в Харкові, регулярно черпаючи з нього тих, найперспективніших, які могли котируватися у великому хокеї. І не тільки в московському «Динамо». З 1980 року посаду начальника харківської команди, в якій головним тренером з дня заснування був Валентин Єгоров, зайняв заступник голови облради В. Биков. За його ініціативою харківське «Динамо» легко налагодило міцні ділові контакти зі школою-інтернатом спортивного профілю, керівниками Палацу спорту, іншими організаціями та навчальними закладами, пресою.
Зусилля тих, хто будь-що-будь хотіли зробити Харків хокейним містом, не пропали даремно. Зовсім не сподіваючись на те, що без підтримки Москви в місті може розвиватися якийсь альтернативний динамівському, знеособлений хокей, при міському спорткомітеті створили спеціалізовану ДЮСШ, а при школі-інтернаті спортивного профілю № 2 — відділення хокею, що принесло свої плоди. Обидві школи сумлінно працювали перш за все на динамівську команду майстрів, і поступово в ній почали з'являтися доморослі перспективні гравці, підготовлені тренерами-харків'янами. Харківська школа хокею отримала визнання за межами міста і України. Краще за інших про її авторитеті говорив талановитий Сергій Петренко, який завоював у складі збірної СНД золоту медаль олімпійського чемпіона 1992 року в Альбервілі, успішно грав у професійних західних клубах і в московському «Динамо». А в 1994-му, в Ліллехаммері у складі збірної Росії грав його колишній партнер і теж корінний харків'янин Олег Шаргородський. Але практично на їх же рівні грали багато інших вихованців надзвичайно плідною харківської хокейної школи «Динамо»: Костянтин Буценко та захисник ЦСКА Ігор Малихін, гравці юнацької збірної СРСР Віталій Литвиненко та Олексій Трасеух, Олександр Бущан та Олександр Осадчий, який невиправдано рано пішов із життя, та інші хлопці. За ними полювали не лише провідні клуби Росії. Їх тримали на олівці скаути-селекціонери НХЛ.
У липні 1983 року Валентина Єгорова, який немов вдумливий митець удосконалював своє дітище, готував його до великих битв, несподівано відкликали в московське «Динамо» на роль другого тренера. Старшим тренером команди став знову-таки москвич Юрій Очнєв. Майже одночасно з ним в команді з'явився зовсім ще кволий гравець юнацької збірної Союзу Олексій Ткачук, який згодом став у ній одним з найсильніших. Однак новий керівник у колективі, м'яко кажучи, не прижився, і в останні дні 1984-го року Єгоров повернувся на своє місце. Під його керівництвом харків'яни двічі успішно брали з боєм позиції вищої ліги чемпіонату СРСР. Очевидно, будь Валентин Михайлович у команді в найскладніші 90-ті роки, вона й тоді продовжувала б радувати харківських уболівальників своєю грою. Почавши свою біографію в повному розумінні з нуля, хокеїсти харківського «Динамо» до кінця 80-х років перетворилися в реальну силу українського хокею, з якою доводилося рахуватися всім без винятку клубам радянського хокею. Напевно кращими вони були в межах України, хоча вже тоді в Києві було більше льодових арен. У рамках облради харківське «Динамо» на всіх етапах розвитку була як би державою в державі, маючи власне фінансування та інші плани, тренуючись і виступаючи за межами спорткомплексу, маючи «свого» глядача.
Але 1992 року клуб харківське «Динамо» розформували через фінансові труднощі, через економічну кризу в Україні.
2008 року команду було відроджено під назвою «Харківські Акули». До середини 2011 року харків'яни брали участь у різних змаганнях серед аматорів. 16 червня «Акули» стали переможцями аматорського турніру відкритий чемпіонат Харкова Кубок Дафі. Приблизно у цей же час було прийнято рішення про участь клубу у чемпіонаті Україні—ПХЛ. 25 липня «Харківські Акули» були прийняті до складу засновників ПХЛ. На базі клубу функціонувала дитяча хокейна школа.
З 2012 року, харківська команда, знову відновила назву «Динамо». У 2014 р. через складну політико-економічну ситуацію в країні команду знову розформовано. Залишилося лише ДЮСШ.
У 2017 році харківське «Динамо» було відроджено, як МХЛ(молодіжний хокейний клуб), який брав участь в чемпіонаті України — УХЛ.

## Кращі за показниками
Кращі показники гравців «Динамо» (Харків) в чемпіонатах СРСР.
Кількість сезонів і матчів
- Альфред Юнусов — 13 сезонів, 756 матчів (1979—1992)
- Владислав Єршов — 12, 709 (1979—1991)
- А. Пєчєнєв 11 (1980—1991) 647
- С. Алексеев 10 (1981—1990) 523
- В. Любкіна 10 (1980—1991) 459
- А. Хоменко 9 (1982—1991) 516
- А. Варивончик 9 (1979—1988) 528
- І. Фуніков 9 (1980—1989) 549
- І. Коржилов 8 (1982—1990) 443
- А. Мажугін 7 (1984—1991) 405
- А. Ткачук (1983—1987) 304
- Г. Ушаков 7 (1984—1991) 300 вор.
- Г. Кожокін 7 (1985—1992) 231
- І. Магидов 8 (1979—1988) 205 вор.
- В. Поляков (96 + 44) 140

Кількість очок (гол + пас)
- Альфред Юнусов — 423 (265+157)
- Ігор Фуніков — 396 (287+109)
- В. Єршов 392 (217 + 175)
- В. Зубрильчев 267 (166 + 101)
- І. Коржилов 260 (125 + 135)
- А. Варивончик 235 (167 + 68)
- А. Пєчєнєв 219 (89 + 130)
- А. Ксенофонтов 214 (139 + 75)
- А. Ткачук 203 (148 + 55)
- С. Повечеровський 171 (78 + 93)
- М. Анфьоров 169 (84 + 85)
- В. Любкіна 132 (71 + 61)
- Г. Кожокин 124 (86 + 38)

## Сучасність
У 2017 р. клуб відновлено для участі в чемпіонаті Української хокейної ліги.
У квітні 2018 року молодші хокеїсти клубу Владислав Гурко, Данило Бабчук, Олексій Сиротенко, Дмитро Халін виступили за Юніорську збірну України з хокею із шайбою (Перший дивізіон групи B). На рахунку Сиротенка 1 шайба та 2 результативні передачі, у Бабчука — 1 шайба та 1 передача, у Халіна — 2 передачі. Воротар Владислав Гурко потрапив до ТОП-5 усіх воротарів групи (4-та позиція з 93,02 % відбитих шайб).

## Склад команди
Основні скорочення:
 Л — ліва, П — права
Станом на 25.01.2018
| Воротарі | Воротарі | Воротарі         | Воротарі | Воротарі        | Воротарі               |
| #        | Країна   | Гравець          | Захват   | Дата народження | Місце народження       |
| -------- | -------- | ---------------- | -------- | --------------- | ---------------------- |
| 1        | Україна  | Владислав Гурко  | Л        | 23 червня 2000  | м. Херсон, Україна     |
| 30       | Україна  | Андрій Поливяний | Л        | 12 грудня 2000  | с. Мала Вовча, Україна |

| Захисники | Захисники | Захисники           | Захисники | Захисники       | Захисники          |
| #         | Країна    | Гравець             | Кидок     | Дата народження | Місце народження   |
| --------- | --------- | ------------------- | --------- | --------------- | ------------------ |
| 2         | Україна   | Роман Гребенкін     | П         | 6 серпня 1998   | Харків, Україна    |
| 6         | Україна   | Данило Бабчук       | П         | 2 квітня 2000   | м. Харків, Україна |
| 10        | Україна   | Богдан Швоєв        | Л         | 18 серпня 2000  | м. Харків, Україна |
| 15        | Україна   | Руслан Лісін        | Л         | 15 грудня 1997  | м. Харків, Україна |
| 24        | Україна   | Олексій Ступницький | Л         | 24 червня 1999  | Харків, Україна    |
| 52        | Україна   | Дмитро Григорєв     | Л         | 8 вересня 2000  | м. Харків, Україна |
| 54        | Україна   | Богдан Піддубний    | Л         | 22 вересня 1995 | Харків, Україна    |
| 77        | Україна   | Микита Хохлов       | П         | 14 лютого 1999  | м. Харків, Україна |

| Нападники | Нападники | Нападники           | Нападники | Нападники         | Нападники             | Нападники |
| #         | Країна    | Гравець             | Кидок     | Дата народження   | Місце народження      |           |
| --------- | --------- | ------------------- | --------- | ----------------- | --------------------- | --------- |
| 4         | Україна   | Ігор Худяков        | П         | 26 березня 1997   | м. Харків, Україна    |           |
| 7         | Україна   | Руслан Максименко   | П         | 14 травня 1994    | Харків, Україна       |           |
| 10        | Україна   | Владислав ЄФремов   | Л         | 25 грудня 1996    | м. Харків, Україна    |           |
| 17        | Україна   | Володимир Чердак    | П         | 10 червня 1994    | м. Харків, Україна    |           |
| 19        | Україна   | Вадим Куликов       | Л         | 4 січня 2000      | м. Харків, Україна    |           |
| 23        | Україна   | Олександр Праведний | Л         | 22 лютого 1999    | м. Київ, Україна      |           |
| 25        | Україна   | Олексій Сиротенко   | Л         | 23 серпня 2000    | м. Харків, Україна    |           |
| 35        | Україна   | Дмитро Колядинський | Л         | 29 листопада 1998 | смт. Чапаєво, Україна |           |
| 37        | Україна   | Іван Шматько        | Л         | 26 липня 1999     | м. Харків, Україна    |           |
| 52        | Україна   | Максим Мартишко     | Л         | 6 липня 1994      | м. Харків, Україна    |           |
| 74        | Україна   | Данило Семененко    | Л         | 21 вересня 1998   | м. Харків, Україна    |           |
| 88        | Україна   | Дмитро Халін        | П         | 16 червня 2000    | м. Харків, Україна    |           |
| 98        | Україна   | Микита Олійник      | Л         | 21 липня 1998     | Харків, Україна       |           |
|           | Україна   | Дмитро Гайдамака    | Л         | 7 травня 1998     | м. Харків, Україна    |           |
|           | Україна   | Скребела Валерій    | Л         | 26 листопада 1996 | м. Харків, Україна    |           |

Керівництво
- Генеральний директор — Валерій Середенко

Тренерський штаб
- Головний тренер — Олександр Сеуканд
- Асистент головного тренера — Денис Пазій
- Асистент головного тренера — Віктор Торяник
- Тренер воротарів — Олександр Харітонов

## Нагороди та відзнаки
- (2018)  — результат плей-оф УХЛ[9].